# Rockamöllan
Rockamöllan var ett skånskt reggaeband under sent 1970- och tidigt 1980-tal med Ronny Carlsson som sångare och frontman. 
Rockamöllan bildades av Adel Kjellström och Peter O. Ekberg för att promota den senares soloalbum inspelat i USA 1977. Efter turnén splittrades bandet. Kjellström övertog namnet och tillsammans med Ronny Carlsson startade upp version 2 av Rockamöllan, där flera av musikerna hade sin tid på Fridhems folkhögskola i Svalöv som gemensam nämnare. Det var också denna sammansättning (Ronny Carlsson, Ronny Jönsson, Anette Svensson, Lennart Ekström, Britt Inger Grinde, Hans Åke Bergqvist och Adel Kjellström) som spelade in bandets första album Var skall du ta vägen (1979, Sonet Records SLP-2632), producerat av Peps Persson. Carlssons hesa sång på skånska gav bandet en soulfylld prägel med starka, socialt präglade sånger om ett hårt liv som han själv hade stor erfarenhet av. Carlsson lämnade därefter bandet och bildade Onna Taas Band, medan Rockamöllan utgav ett andra album, Tron om varann (1980, Marilla Ma-Lp 1054) utan honom.